# Paul Foreman
Paul Foreman (* 25. Januar 1939 in Kingston; † 15. Dezember 2020) war ein jamaikanischer Weitspringer.
Er siegte bei den British Empire and Commonwealth Games 1958 in Cardiff.
1960 wurde er für die Westindische Föderation startend Zwölfter bei den Olympischen Spielen in Rom. Im selben Jahr stellte er mit 7,62 m seine persönliche Bestleistung auf.